# منتخب فانواتو تحت 15 سنة لكرة القدم
منتخب فانواتو تحت 15 سنة لكرة القدم (بالإنجليزية: Vanuatu national under-15 football team)‏ هو ممثل فانواتو الرسمي في المنافسات الدولية في كرة القدم في فئة كرة قدم تحت 15 سنة للرجال، يديريه اتحاد فانواتو لكرة القدم.